# Gran Turismo 3: A-Spec
Gran Turismo 3: A-Spec (グランツーリスモ3: A-spec Guran Tsūrisumo Surī A-supekk?) es un videojuego de carreras, el tercero en la serie Gran Turismo, y el primero publicado para PlayStation 2. 
Gran Turismo 2000 fue el nombre en clave utilizado en las demostraciones del E3 1999 / 2000. El juego fue un éxito a nivel de crítica y comercial, convirtiéndose en uno de los videojuegos de consola más vendidos de todos los tiempos con ventas de aproximadamente 14.89 millones de copias a fecha de diciembre del 2011.
También, es el mejor título de toda la serie con mayor ventas (14.89 millones de copias) ya mencionada anteriormente, seguido de Gran Turismo 5 con más de 11.95 millones de unidades y, por último, Gran Turismo 4 con más de 11.76 millones de copias.

## Diferencias y algunas novedades
- La principal diferencia de esta entrega es cuanto a números de coches (200 en total) y circuitos (19 en total) comparado con los 650 automóviles y 27 pistas de su predecesor. Esto fue, el gran trabajo realizado por parte de los desarrolladores en cuanto a los gráficos fueran lo más detallados y realistas como nunca antes vistos en aquella época, además, la IA y estadísticas de vehículos han mejorado.
- Se suprime el mercado de coches usados en la tienda de concesionarios o fabricantes siendo para esta entrega (junto a Gran Turismo 6, o el Gran Turismo Sport). Esto se debe por el número muy bajo de automóviles disponible en el catálogo de GT3.
- En cuanto a los vehículos, como se mencionó anteriormente, de los 200 están repartidas en modelos clásicos, modernos (nuevos), de carreras (competición) y de rally.
- Siguiendo los inconvenientes, en total hay 19 circuitos, (15 de las dos entregas anteriores y 4 nuevas pistas hicieron su primera aparición en esta serie).
- En el Modo Contrarreloj es diferente que sus predecesores. Ahora, para esta entrega, el Modo Contrarreloj se convierte como una prueba clasificatoria, es decir, que están preestablecidos por coches y circuitos con el objetivo de cruzar la línea de meta en menor tiempo posible durante solo una vuelta que va desde Oro, Plata y Bronce que es muy similar a las pruebas en examen de licencia.
- Ahora, para participar en eventos de Rally, primero debes calificar con Carnet de Licencia Clase R.
- La principal novedad de GT3 es el cambio de aceite, esto ocurre cuando la luz indicadora en el velocímetro del automóvil significando al jugador un cambio de aceite.
- Se añade durante el transcurso de la carrera, información del velocímetro junto con el tacómetro que se activa pulsando el botón Select. Aunque es solo cuando está establecida la cámara del automóvil en modo parachoques o capó.
- Cada 25% del porcentaje que completes en el juego tanto en el modo Arcade como Simulación, te recompensa con un nuevo coche.

## Jugabilidad
El objetivo principal del juego es ganar todas las carreras y campeonatos disponibles, además de completar todas los tests de conducción para obtener las licencias, y así completar el 100% del juego. Cada vez que el indicador de porcentaje de juego completado llega al 25%, el jugador es obsequiado con un nuevo vehículo. Para esta entrega, el modo Gran Turismo (modo de simulación) ha sido reorganizado, con una disposición de las carreras y campeonatos más estructurada y progresiva. Las duración de las carreras varía desde los cortos eventos para principiantes hasta las carreras de resistencia de varias horas, o muchas vueltas, incluyendo también eventos de rally contra otro oponente. Además, ahora las tiendas de vehículos están ordenadas por país y luego por fabricante, un sistema que busca ser más intuitivo que el método de «ciudades del Este/Oeste» usado por su predecesor. 
Para participar en los eventos de rally, primero tenías que conseguirlo mediante el examen de licencia R License. 
También, otra novedad que incluyó en este GT y entregas posteriores es el cambio de aceite, esto ocurre cuando según la distancia recorrida por el odómetro expresada en el velocímetro de un coche disminuía gradualmente su rendimiento como la velocidad, aceleración, etc. 
En cuanto a los inconvenientes, GT3 dispone de muchos menos vehículos (algo más de 180 en total) que GT2 (alrededor de 650), además de la supresión del mercado de coches de segunda mano. Esto es debido en gran parte al trabajo necesario para los gráficos, más detallados en GT3, y al hecho de tener que proporcionar estadísticas detalladas para todos los coches, además de haber sido el juego uno de los primeros lanzados para PlayStation 2. Otros cambios incluyen la supresión de la posibilidad de «modificar la carrera» o añadir presión vertical (downforce) a los coches, la eliminación del sistema de daños en la suspensión, y la ausencia de límites en el par motor en las carreras.
Otra novedad que se destaca en Gran Turismo 3 es que contiene versiones sin licencia de seis monoplazas de Fórmula 1, llamados F686/M, F687/S, F688/S, F090/S, F094/H y F094/S en las versiones japonesas y americanas. En las versiones americanas y japonesas, el nombre de cada vehículo denota varios datos de información (tales como la cantidad de cilindros en el motor, el año en que el coche ha competido en la categoría, y su conductor, respectivamente). Por ejemplo, el ya mencionado F094/S fue un coche de 10 cilindros, pilotado en 1994 por Ayrton Senna, mientras que el F686/M representa un auto de 6 cilindros, pilotado en 1986 por Nigel Mansell. En la versión PAL, sin embargo, sólo hay dos coches de F1 sin licencia y nombrados como Polyphony 001 y 002 respectivamente.

## Recepción
Gran Turismo 3: A-Spec fue aclamado por la crítica. Recibió una puntuación agregada de 94.54% en GameRankings y 95/100 en Metacritic, colocándola entre las 50 mejores juegos de todos los tiempos en el sitio multiplataforma y en los 10 mejores títulos de PlayStation 2. Ha aparecido en algunas listas de 'Los 100 mejores juegos' como la de IGN en 2003. En 2004, los lectores de Retro Gamer votaron por Gran Turismo 2, 97mo mejor juego retro, y el personal señaló que "la combinación de un manejo realista y excelentes gráficos, sin mencionar el hecho de que cuenta con cientos de vehículos con licencia, ha ganado la admiración de los amantes de los coches en todas partes. La jugabilidad puede ser demasiado profunda y difícil para muchos, pero para sus seguidores principales, Gran Turismo es el principio y el final de todas las carreras digitales, y GT3 ha sido votado como el mejor del grupo".
Gran Turismo 3 vendió 1 millón de copias en sus primeros tres días de lanzamiento. Para julio de 2006, había vendido 3.8 millones de copias y ganado $120 millones solo en los Estados Unidos. Next Generation lo clasificó como el tercer juego más vendido para PlayStation 2, Xbox o GameCube entre enero de 2000 y julio de 2006 en ese país. El juego también recibió un premio de ventas "Double Platinum" de la Entertainment and Leisure Software Publishers Association (ELSPA), que indica ventas de al menos 600,000 copias en el Reino Unido.
Al 30 de abril de 2008, el juego ha enviado 1.89 millones de copias en Japón, 7.14 millones en América del Norte, 5.85 millones en Europa y 10 000 en el sudeste asiático, por un total de 14.89 millones de copias. Es el juego más vendido en la franquicia de Gran Turismo. Es parte de los Greatest Hits de PlayStation 2. Se ubicó en el decimoquinto lugar en la lista de juegos de consola desagregados más vendidos de todos los tiempos, justo debajo de Wii Fit Plus.